# Vệ nữ Petřkovice

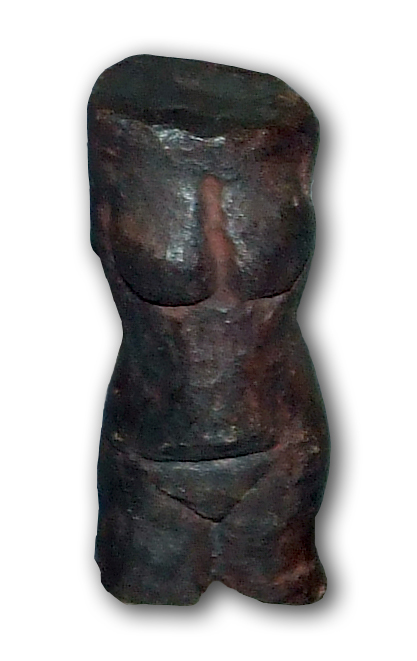
Bản sao Vệ nữ Petřkovice

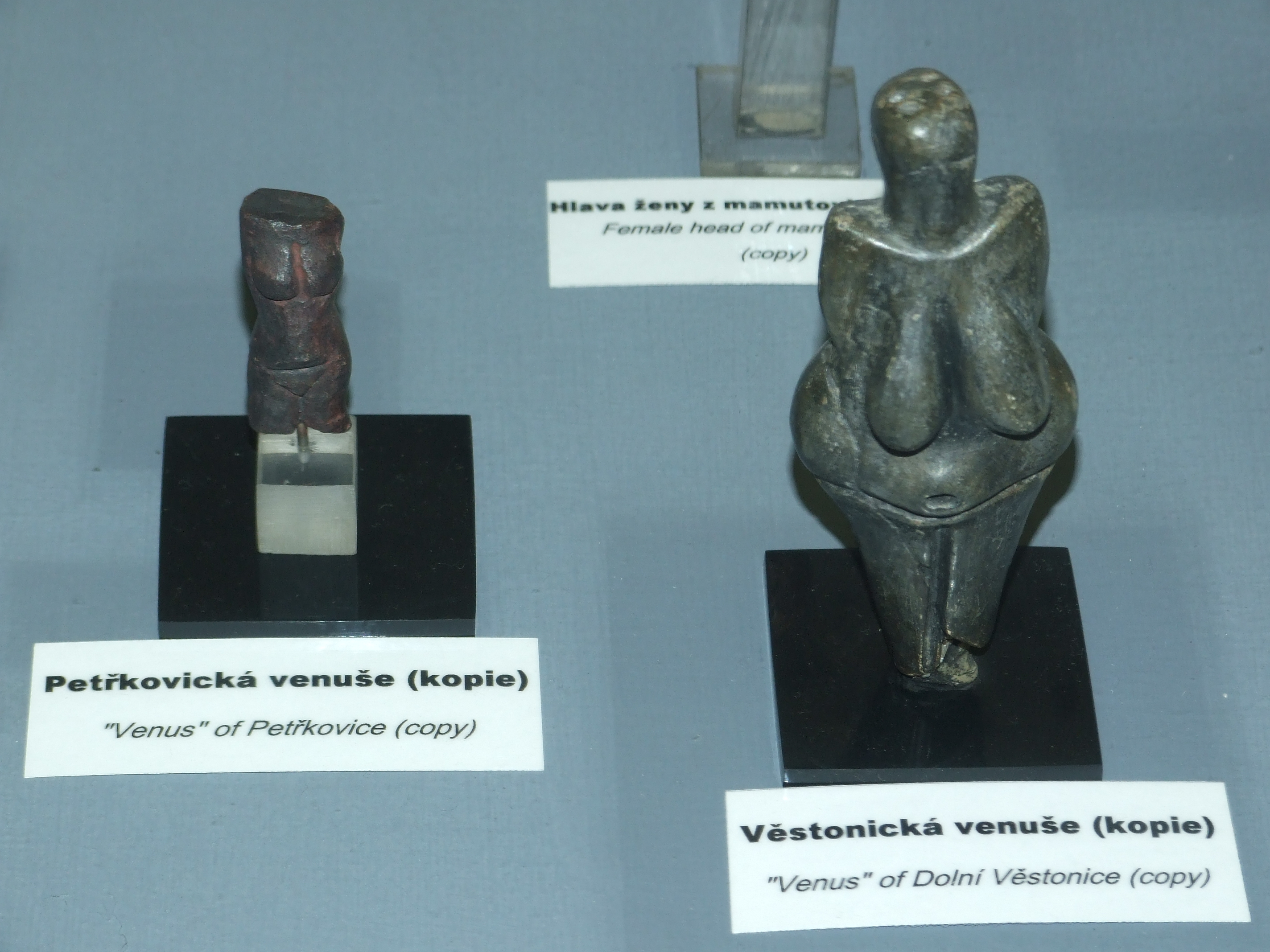
Bản sao Vệ nữ Petřkovice bên cạnh Vệ nữ Dolní Věstonice trưng bày tại một cuộc triển lãm ở Bảo tàng Quốc gia, Praha

Vệ nữ Petřkovice (tiếng Séc: Petřkovická venuše   hay Landecká venuše) là một pho tượng nhỏ từ thời tiền sử làm bằng khoáng vật mang hình ảnh một phụ nữ khỏa thân, có niên đại khoảng 23.000 trước Công nguyên (ngành kỹ nghệ Gravettian) ở vùng đất Cộng hòa Séc ngày nay.

## Khám phá
Vệ nữ Petřkovice được nhà khảo cổ học Bohuslav Klíma tìm thấy trong khu vực thành phố Ostrava, Silesia, Cộng hòa Séc ngày 14 tháng 7 năm 1953. Pho tượng nằm bên dưới một chiếc răng hàm của voi ma mút, trước đây là nơi cư ngụ của những thợ săn voi. Nhiều đồ tạo tác bằng đá và các mảnh xương cũng được tìm thấy và khai quật gần đó.

## Đặc trưng
Pho tượng nhỏ có kích thước 4,5 x 1,5 x 1,4 cm, là phần thân của một người phụ nữ. Vật liệu dùng để tạc tượng là quặng sắt (hematit). Có vẻ như nghệ nhân tạc tượng đã cố ý tạc tượng không đầu. Tượng là một người phụ nữ hoặc cô gái trẻ mảnh mai với bộ ngực nhỏ.

## Vị trí
Hiện pho tượng Vệ nữ Petřkovice đang được bảo quản trong Viện Khảo cổ học tại Brno. Trước đó, từ ngày 7 tháng 2 đến ngày 26 tháng 5 năm 2013, pho tượng được trưng bày trong triển lãm Nghệ thuật Kỷ băng hà: Sự xuất hiện của Tâm trí Hiện đại (tiếng Anh: Ice Age Art: Arrival of the Modern Mind), tại Bảo tàng Anh ở London.